# 장밋빛 인생 (1998년 드라마)
《장밋빛 인생》은 MBC에서 1998년 12월 4일에 방영된 베스트극장으로, 20대처럼 뜨거운 사랑은 아니지만 진지하게 다가서는 노년들의 사랑을 그렸다.

## 줄거리
애순(여운계 분)은 막내까지 결혼시키고 남편과는 이혼한다. 동욱(김무생 분)은 정리해고된 장남과 자폐증이 있는 막내와 함께 살고 있지만 30년 다니던 직장까지 해고당하고 생계가 막막하자 레스토랑에서 웨이터로 일하게 된다. 애순의 고교 후배이자 동욱의 동생인 청자(김창숙 분)는 오빠와 혼자된 애순이 재혼하기를 바라며 만남의 자리를 마련한다. 두 사람의 앞길은 힘들지만 모든 어려움을 이기고 결혼에 골인해서 남은 인생을 설계한다.

## 등장 인물
- 여운계 : 애순 역
- 김무생 : 동욱 역
- 김창숙 : 청자 역
- 조현철
- 이희도
- 박순천
- 남포동
- 권경하
- 이원발
- 송영웅
- 정수형
- 김현수
- 손소영
- 권인선